# AirPods

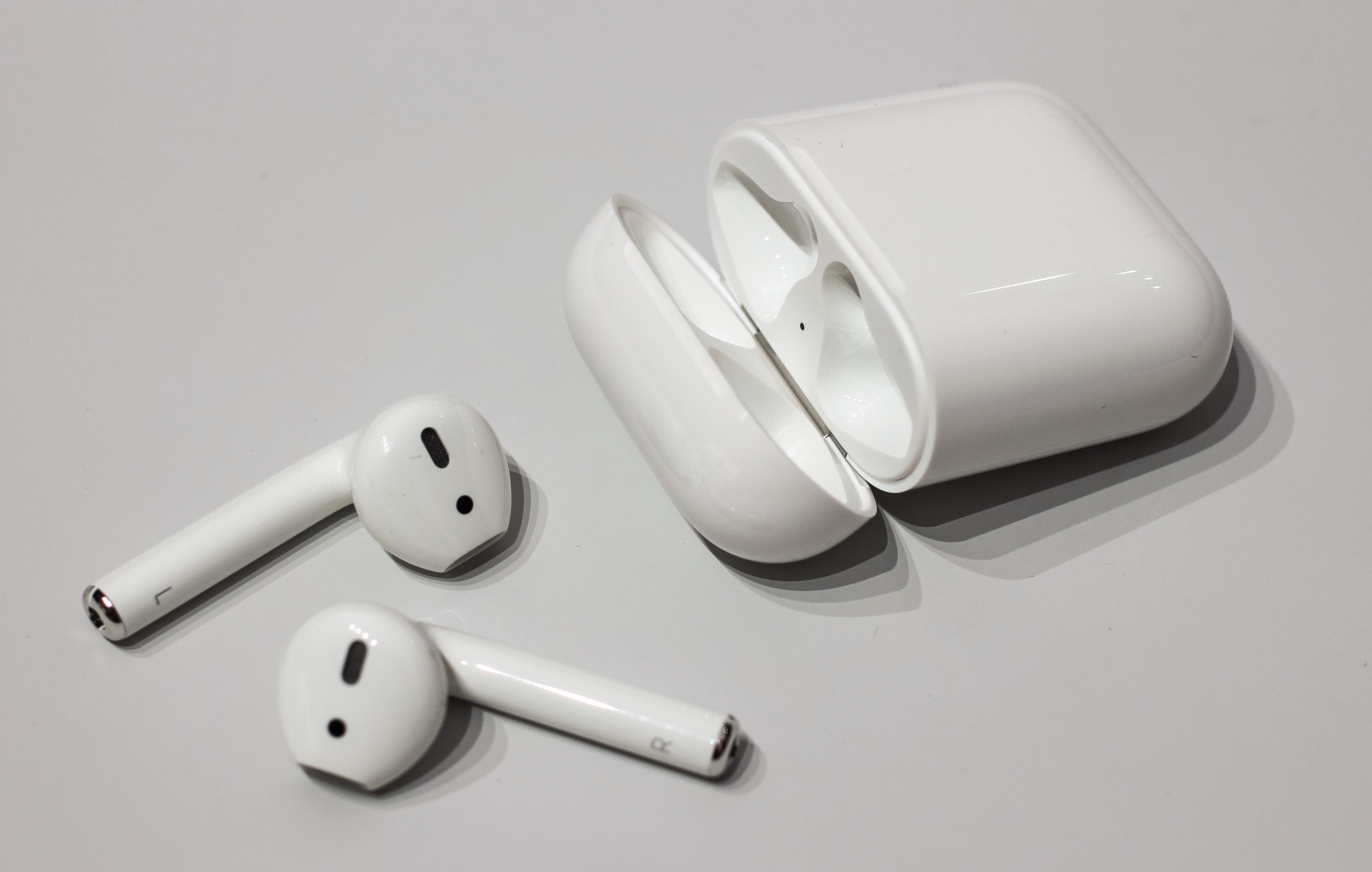
Apple AirPods amb el seu estoig de càrrega

Els AirPods són uns auriculars Bluetooth llançats per Apple el desembre del 2016 que, a banda de reproduir música i respondre trucades, tenen el suport de Siri, l'assistent digital d'Apple.
Aquests auriculars es sincronitzen automàticament a través del servei Apple iCloud, que permet als usuaris intercanviar fonts d'àudio a altres dispositius connectats mitjançant el mateix Apple ID. També poden funcionar com audiòfons Bluetooth estàndard en ser connectats a qualsevol dispositiu que suporti Bluetooth 4.0 o superiors, incloent dispositius d'Android.

## Història
Els AirPods van ser presentats el 7 de setembre de 2016 conjuntament amb l'iPhone 7 i l'Apple Watch Series 2. Originalment, Apple planejava estrenar-los a finals d'octubre, però finalment la companyia va retardar la data de llançament. El 13 de desembre de 2016, Apple va llançar els AirPods per ser ordenats en línia. No van estar disponibles a l'Apple Store, distribuïdors autoritzats d'Apple i operadors seleccionats fins al dia 20 de desembre.
Des de la publicació de iOS 10.3, els usuaris poden localitzar els AirPods desapareguts provocant un soroll de trucada a través de l'aplicació Apple Find My iPhone A l'esdeveniment especial d'Apple 2017, va obtenir una vista prèvia d'un cas de càrrega sense fils opcional, que podria utilitzar-se juntament amb una matriu de càrrega sense fils pròxima anomenada AirPower. No obstant això, AirPower i l'opció de càrrega sense fils per a AirPods no seran llançats fins a una data no especificada a finals de 2018.

## Característiques
Els AirPods presenten una sèrie de característiques que diferencien aquest producte d'Apple de la seva competència:

### Aparellament avançat amb Apple
Una característica interessant dels Airpods d'Apple es troba en la configuració inicial i l'aparellament. Només cal col·locar la caixa costat de l'iPhone, obrir-la i els auriculars es connecten automàticament. Si estàs dins de l'anomenat "ecosistema Apple" i tens més dispositius de la marca, pots aprofitar-ho mitjançant iCloud, que permet que la resta d'equips del teu compte, ja sigui un iPad o un Mac, tinguin el perfil d'aquests auriculars i és qüestió d'un toc de dits anunciar-li que a partir de llavors vols utilitzar-los amb un equip concret.

### La qualitat del so
Aquest producte d'Apple proporciona un so AAC d'alta qualitat que també permet parlar per telèfon o fer servir a Siri, l'assistent intel·ligent que augmenta la comoditat i la velocitat de les accions que es prenen amb els dispositius més recents de la marca Apple. A banda d'això, el doble micròfon amb tecnologia beamforming dels AirPods s'encarrega de filtrar el soroll de fons per tal que aquests s'escoltin a un volum alt i clar.

### El caràcter sense fils i les seves facilitats
Els AirPods es poden configurar amb un sol toc suau de dits en qualsevol dels dos dispositius. Utilitzar-los és senzill, ja que detecten quan els estàs utilitzant i detenen la reproducció quan l'usuari se'ls treu. Són compatibles amb iPhone, Apple Watch, iPad o Mac.

### Hardware
Apple incorpora en els AirPods el seu propi xip dissenyat, el W1, el qual ajuda a optimitzar l'ús de bateria i processa la connexió Bluetooth així com l'àudio.
Hi ha dos micròfons en cada AirPod: un a nivell d'orella, i un altre al fons de l'arrel.
Cada AirPod pesa 0.14 oz (4 g) i el seu estoig de càrrega 1.34 oz (38 g). La bateria d'aquests dura per aproximadament cinc hores escoltant música i dues hores parlant i l'estoig de càrrega es pot carregar per fins a 24 hores d'ús. Si l'usuari carrega els AirPods durant 15 minuts, podrà escoltar 3 hores de música o parlar durant una mica més d'una hora. Quan la bateria dels Airpods tingui poca càrrega s'escoltarà un to en un Airpod o en ambdós. Un segon to s'escoltarà abans que aquests es quedin sense càrrega i s'apaguin. Mitjançant un desmuntatge, es va poder comprovar que cada AirPod conté una bateria de 93 mil·liwatts/hora en el seu plançó, mentre que l'estoig de càrrega conté una bateria de 1,52 watts/hora.

### Software
Els AirPods contenen un firmware actualitzable. El seu firmware original era 3.3.1. Al febrer de 2017, Apple va alliberar el 3.5.1, i després el 3.7.2 al maig de 2017.

## Estoig de càrrega
Els AirPods es venen amb el seu estoig de càrrega corresponent i per carregar-los només han de ser introduïts dins d'aquest. Pet carregar l'estoig s'ha d'introduir el cable Lightning que ve inclòs en la part inferior de l'estoig i connectar-lo a un port USB. No és necessari que els AirPods es trobin dins de l'estoig per poder carregar-lo.
Aquest inclou en el seu interior una llum d'estat que permet a l'usuari conèixer l'estat de càrrega dels Airpods (quan aquests es troben dins de l'estoig) i de l'estoig (quan els Airpods no es troben a l'interior) a través d'una petita llum. Si la llum és verda, la càrrega està completa i si és taronja no.

## Crítica
Una de les crítiques més freqüents és la facilitat de pedre aquests auriculars sense fils i el seu elevat preu. No obstant això, en el moment del seu llançament, tenien un preu per sota de la majoria d'audiòfons sense fil en el mercat, com el Samsung Icon X i el Bragi Dash. Una altra crítica és la tendència a caure de l'oïda; però, les proves realitzades per Business Insider han demostrat que és poc probable que això passi durant l'ús normal per a la majoria d'oïdes.
Un altre problema sovint reportat apareix en la bateria de la caixa de càrrega, que sovint s'esgota a un ritme ràpid tot i que els AirPod no s'estiguin utilitzant. Els usuaris van reportar més del 30% de descàrregues ocioses per dia i Apple va actualitzar el firmware dels AirPods a 3.5.1, que abordava els problemes de connectivitat i esgotament de la batería.